# Aphthona erichsoni
Aphthona erichsoni är en skalbaggsart som först beskrevs av Zetterstedt 1838.  Aphthona erichsoni ingår i släktet Aphthona, och familjen bladbaggar. Arten är reproducerande i Sverige.